# Stanisław Uliasz
Stanisław Uliasz (ur. 24 marca 1951 w Równem) – polski filolog i literaturoznawca, profesor nauk humanistycznych, rektor Uniwersytetu Rzeszowskiego w kadencji 2008–2012.

## Życiorys
W 1969 ukończył Liceum Ogólnokształcące w Dukli. Studia wyższe odbył w latach 1969–1974 na Wydziale Filologicznym Wyższej Szkoły Pedagogicznej w Rzeszowie, uzyskując magisterium w zakresie filologii polskiej. Stopień doktora nauk humanistycznych uzyskał w 1985 w Instytucie Filologii Polskiej Uniwersytetu Jagiellońskiego na podstawie rozprawy pt. Tradycje szlacheckie w polskiej prozie lat 1918–1939. Zarys problematyki. Stopień doktora habilitowanego uzyskał w 1994 na Wydziale Filologicznym Uniwersytetu Wrocławskiego w oparciu o pracę zatytułowaną Literatura Kresów – kresy literatury. 18 listopada 2002 otrzymał tytuł profesora nauk humanistycznych.
Od czasu ukończenia studiów związany zawodowo z macierzystą uczelnią, od 1995 jako profesor nadzwyczajny. Od 2001 nauczyciel akademicki na Uniwersytecie Rzeszowskim, od 2007 na stanowisku profesora zwyczajnego. Objął stanowisko kierownika Zakładu Teorii i Antropologii Literatury. Był zastępcą dyrektora Instytutu Filologii Polskiej (1987–1990, 1991–1993), prodziekanem (1994–1996) i dziekanem (1996–2008) Wydziału Filologicznego. W 2008 wybrany na rektora Uniwersytetu Rzeszowskiego. W 2012 nie ubiegał się o wybór na kolejną kadencję.
Wykładał także w  Wyższej Szkole Społeczno-Gospodarczej w Tyczynie. Podjął współpracę z kierunkami polonistycznymi na uniwersytetach w Wilnie i Kijowie, został członkiem Zespołu Badaczy Literatury Popularnej na Uniwersytecie Wrocławskim. Specjalizuje się w zagadnieniach z zakresu filologii polskiej, historii literatury XX wieku, literaturoznawstwa, poetyki i analizy dzieł literackich.
W 2008 wyróżniony tytułem doktora honoris causa ukraińskiego Berdiańskiego Uniwersytetu Zarządzania i Biznesu.